# Eva Nordenfelt
Eva Christina Nordenfelt, född  6 januari 1936 i Stockholm, död 17 september 1995, var en svensk cembalist.

## Biografi
Eva Nordenfelt var dotter till musikpedagogen Birgitta Nordenfelt och syster till skaderegleraren Charlott Mörner af Morlanda (född 1937), koreografen Regina Beck-Friis och operasångerskan Ingeborg Nordenfelt (1944–2018). Eva Nordenfelt var gift med psykiatrikern Clarence Crafoord i bådas tredje giften.
Nordenfelt studerade vid Kungliga Musikhögskolan i Stockholm 1952–1954 för Olof Wiberg (piano) samt Margit Theorell (cembalo). 1954–1957 fortsatte studierna vid Schola Cantorum Basiliensis i Basel för E Müller och sedan vidareutbildning för R Gerlin, Kenneth Gilbert och Gustav Leonhardt. Hon studerade även musikvetenskap vid Stockholms universitet.
År 1951 debuterade Nordenfelt som pianist men var då redan en ofta anlitad cembalist, inte minst i ensemblesammanhang (från 1956 vid Drottningholmsteatern föreställningar). Nordenfelt framträdde som solist, förutom i Sverige (även radio/TV) även i Bern, Basel och Paris och har gjort ett flertal skivinspelningar. Nordenfelt anställdes som piano- och cembalolärare vid Stockholms kommunala musikskola 1965 (ordinarie från 1973) och 1976 som cembalolärare vid Kungliga Musikhögskolan i Stockholm. Hon gav också sommarkurser i cembalo- och continuospel vid Lunnevads folkhögskola från 1972.
Nordenfelt verkade också för att uppmärksamma den tidiga svenska musiken. Förutom egna framföranden medverkade hon till att publicera musik av bland andra Johan Agrell, Johan Helmich Roman och Henrik Philip Johnsen på förlaget Autographus Musicus. För Johnsens kompositioner utarbetade hon en verkförteckning.
År 1979 utkom hennes handbok Att spela cembalo.

## Diskografi
- G. F. Händel J. H. Roman – Violinsonater, Euphonic (ELP 006) -  1972
- J.S. Bach – The Goldberg Variations, Proprius (PRCD 9999) -  1988
- Johan Helmich Roman – Flute Sonatas, Proprius (PRCD 9019) -  1989
- Johan Agrell – Sei Sonate per il Cembalo Solo, Prophone Music (PCD 004) -  1991
- Johan Helmich Roman – Music for Harpsichord, Prophone Records  (SCD 1060-1061) -  1994
- Johan Helmich Roman – Sånger, Prophone Records (SCD 1066) -  1994